# Hedtjärnen, Medelpad
Hedtjärnen är en sjö i Ånge kommun i Medelpad och ingår i Ljungans huvudavrinningsområde.